# کریم اجه
کریم اجه (عربی: كريم عجة؛ زادهٔ ۲۷ august ۱۹۶۵ (۵۹ سال)) راننده مسابقه و تاجر اهل عربستان سعودی است.
او برادر کوچکتر منصور عجه و پسر اکرم اوجه است.
او مدیر شرکت TAG Finance S.A است.
او در اوقات فراغت خود در سری مسابقات ۲۴ ساعته لمانز شرکت می‌کند.